# Muhsin Muhammad
Muhsin Muhammad II (Lansing, 5 maggio 1973) è un ex giocatore di football americano statunitense che ha giocato nel ruolo di wide receiver per i Carolina Panthers e i Chicago Bears della National Football League. Il suo soprannome era Moose.

## Carriera professionistica

### Carolina Panthers
Stagione 1996
Selezionato come 43 scelta dai Carolina Panthers gioca 9 partite di cui 5 da titolare compiendo 25 ricezioni per 407 yard con un touchdown e una corsa perdendo però una yard.
Stagione 1997
Ha giocato 13 partite di cui 5 da titolare facendo 27 ricezioni per 317 yard.
Stagione 1998
Ha giocato 16 partite tutte da titolare facendo 68 ricezioni per 941 yard con 6 touchdown e 2 fumble persi. Ha recuperato un fumble per nessuna iarda.
Stagione 1999
Ha giocato 15 partite tutte da titolare facendo 96 ricezioni per 1253 yard con 8 touchdown e un fumble perso.
Stagione 2000
Ha giocato 16 partite tutte da titolare facendo 102 ricezioni per 1183 yard con 6 touchdown e un fumble poi recuperato dai compagni e 2 corse per 12 yard.
Stagione 2001
Ha giocato 11 partite tutte da titolare facendo 50 ricezioni per 585 yard con un touchdown e 2 fumble di cui uno lo ha perso e uno lo ha recuperato, inoltre ha recuperato un altro fumble per nessuna iarda e ha fatto 5 tackle da solo.
Stagione 2002
Ha giocato 14 partite tutte da titolare facendo 63 ricezioni per 823 yard con 3 touchdown, 3 corse per 40 yard"record personale" e 7 tackle"record personale" da solo.
Stagione 2003
Ha giocato 15 partite tutte da titolare facendo 54 ricezioni per 837 yard con 3 touchdown e 3 fumble di cui uno lo ha perso e 2 li ha recuperati, 2 corse perdendo 2 yard, un ritorno su kickoff per 2 yard e 2 tackle da solo.
Stagione 2004
Ha giocato 16 partite tutte da titolare facendo 93 ricezioni per 1405 yard"record personale" con 16 touchdown"record personale" e 2 fumble, 3 corse per 15 yard con un fumble, un tackle assistito ed in totale 3 fumble di cui uno perso e uno recuperato.

### Chicago Bears
Stagione 2005
Passa ai Chicago Bears dove gioca 15 partite tutte da titolare facendo 64 ricezioni per 750 yard con 4 touchdown e 6 tackle da solo.
Stagione 2006
Ha giocato 16 partite tutte da titolare facendo 60 ricezioni per 863 yard con 5 touchdown e un fumble perso, un ritorno su kick off per 3 yard e 3 tackle da solo.
Stagione 2007
Ha giocato 16 partite tutte da titolare facendo 40 ricezioni per 470 yard con 3 touchdown e 2 tackle da solo.

### Ritorno ai Panthers
Stagione 2008
Ripassa ai Panthers gioca 16 partite di cui 15 da titolare facendo 65 ricezioni per 923 yard con 5 touchdown e 2 fumble di cui uno perso e uno terminato fuori dal campo di gioco. Infine ha fatto un tackle da solo.
Stagione 2009
Ha giocato 14 partite di cui 13 da titolare facendo 53 ricezioni per 581 yard con un touchdown e ha fatto 3 tackle solitari. A fine stagione, dopo 14 stagioni da professionista, si ritira

## Palmarès

### Franchigia
- National Football Conference Championship: 1

Carolina Panthers: 2003

### Individuale
- (2) Pro Bowl (1999, 2004)
- (1) First-Team All-Pro (2004)
- Wide receiver dell'anno (2004)
- Leader della NFL in yard ricevute (2004)
- Leader della NFL in touchdown su ricezione (2004)
- Touchdown su ricezione più lungo nella storia del Super Bowl (85 yard nel Super Bowl XXXVIII)
- Club delle 10.000 yard ricevute in carriera